# Río Turicuna
El río Turicuna, a veces Talicuna, es un curso natural de agua que nace cerca de la frontera internacional de la Región de Antofagasta, en Chile, y fluye con dirección general noroeste hasta desembocar en el río Caspana

## Trayecto
El río Turicuna nace en la cordillera de los Andes y corre por una profunda quebrada para desembocar después de un trayecto en el río Caspana, unos 6 km aguas abajo del pueblo de Caspana. Su afluente más importante es el río Curte.: 128 

## Caudal y régimen
El río Caspana, en el que desemboca el Turicuna, tiene un estable caudal mínimo de 350 l/s, máximo de 380 l/s y un promedio anual de 370 l/s.
El régimen de la cuenca del río Loa es pluvial y los aumentos de caudal ocurren durante las intensas lluvias de verano que caen en la alta cordillera. Dichas lluvias se producen desde la segunda quincena de noviembre hasta la primera de marzo, pero no es un fenómeno que se repita regularmente.: 129 

## Historia
Luis Risopatrón escribió en 1924 en su obra Diccionario Jeográfico de Chile sobre el río:: 195 
Turicuna (Río). Es de corto caudal, de aguas un poco salobres, corre hacia el NW entre barrancos i se vacía en el rio Caspana, del Salado, del Loa.116, p. 111; 126, 1905, p. 11; 134; i 156; i Curiquina en 153.